# Dziki Warszawa
Dziki Warszawa – polska drużyna koszykarska z siedzibą w Warszawie, od 2023 biorąca udział w rozgrywkach Orlen Basket Ligi.

## Historia
Klub powstał w 2017. Dziki Warszawa zadebiutowały w ogólnokrajowych rozgrywkach w sezonie 2017/2018, w koszykarskiej drugiej lidze, kończąc sezon na 11. miejscu w grupie B. Sezon 2018/2019, zespół ówcześnie prowadzony przez Piotra Bakuna, zakończył rozgrywki w rundzie zasadniczej na 6. lokacie, uzyskując awans do play-offów. Dziki odpadły w drugiej rundzie play-off z Decką Pelplin. Sezon 2019/2020 został skrócony z powodu pandemii COVID-19, z tego powodu nie rozegrano fazy play-off. Wobec powyższego do I ligi nie awansował oficjalnie żaden zespół. Przyznano jednak nieodpłatne „dzikie karty” na występy w I lidze zespołom, które zajęły pierwsze miejsca w swoich grupach II ligi. Skorzystały z nich zespoły Dzików, Śląska II Wrocław oraz Wisły Kraków.
W sezonie 2020/2021 Dziki zadebiutowały w rozgrywkach pierwszej ligi, kończąc swój pierwszy sezon na tym poziomie rozgrywkowym na 11. miejscu. W 2023 wywalczyły awans do Orlen Basket Ligi.

## Trenerzy
4 grudnia 2020 trenerem drużyny został Paweł Turkiewicz. Rolę pierwszego trenera pełnił do końca rozgrywek w sezonie 2020/2021.
17 maja 2021 stanowisko trenera objął Krzysztof Szablowski, w 2023 tenże trener wprowadził Dzików do Orlen Basket Ligi.

## Sezon po sezonie
Rozgrywki krajowe Dzików Warszawa
- 2017/18 – II Liga – faza grupowa – 8-16 – 11. m. w grupie B[6]
- 2018/19 – II Liga – faza grupowa – 15-11 – 6. m. w grupie B[7]
- 2019/20 – II Liga – faza grupowa – 21-2 – 1. m. w grupie B – sezon skrócony z powodu pandemii COVID-19[1][8].
- 2020/21 – I liga – faza zasadnicza – 13-17 – 11. miejsce[9]
- 2021/22 – I liga – faza zasadnicza – 17–15 – 8. miejsce[10]
- 2022/23 – I liga – faza zasadnicza – 26–8 – 2. miejsce[11]
- 2023/24 – Orlen Basket Liga – 16–14 – 10. miejsce[12]